# Saint-Arnoult (Sena Marítimo)
Saint-Arnoult é uma comuna francesa na região administrativa da Normandia, no departamento de Sena Marítimo. Estende-se por uma área de 13,8 km². Em 2010 a comuna tinha 1 435 habitantes (densidade: 104 hab./km²).